# Peter Aberle
Peter Aberle (* 4. Oktober 1918 in Straßburg; † 17. Dezember 1992 in Berlin) war ein deutscher Politiker (SPD).

## Leben
Peter Aberle besuchte ein Gymnasium und legte 1935 das Abitur ab. Ab 1937 war er Lehrer im Schuldienst, gleichzeitig belegte er ein externes Studium, unter anderem auch am Deutschen Pädagogischen Institut in Odessa. 1941 wurde er von der Wehrmacht eingezogen.
Nach dem Zweiten Weltkrieg arbeitete Aberle ab 1945 bei der Deutschen Reichsbahn und studierte ab 1953 an der Deutschen Hochschule für Politik. Er wurde freier Journalist und Übersetzer. 1960 trat er der SPD bei und wurde 1972 ehrenamtlicher Richter beim Verwaltungsgericht Berlin. Bei der Wahl zum Abgeordnetenhaus von Berlin 1979 konnte Aberle das Direktmandat im Bezirk Schöneberg (Wahlkreis Schöneberg 5) gewinnen. Im Mai 1981 schied er aus dem Parlament aus. 